# Martin Horstmeier

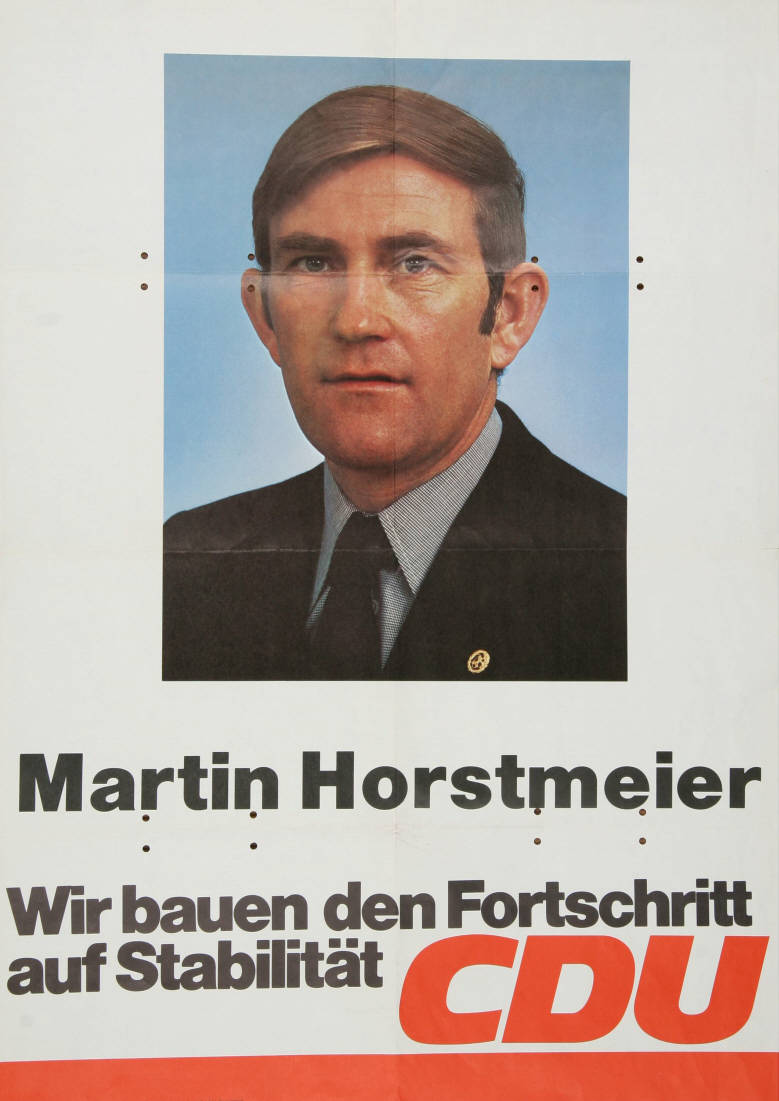
Kandidatenplakat Martin Horstmeiers zur Bundestagswahl 1972

Martin Horstmeier (* 1. April 1929 in Stockhausen; † 26. September 2024 in Lübbecke) war ein deutscher Landwirt und Politiker (CDU).

## Leben und Beruf
Horstmeier wurde als Sohn eines Landwirts geboren. Nach dem Schulbesuch absolvierte er eine landwirtschaftliche Ausbildung an der Landwirtschaftsschule in Lübbecke und der Deutschen Bauernhochschule in Fredeburg. Er bestand 1955 die Meisterprüfung, arbeitete anschließend in der Landwirtschaft und übernahm 1965 den elterlichen Hof.
Daneben engagierte Horstmeier sich in der Landjugend, war von 1956 bis 1960 Vorsitzender der Kreislandjugend Lübbecke und von 1959 bis 1967 Landesvorsitzender der Landjugend Westfalen-Lippe. Seit 1964 zunächst stellvertretend, war er von 1968 bis 1972 Bundesvorsitzender der Landjugend. Von 1985 bis 1994 war er Vorsitzender des landwirtschaftlichen Kreisverbandes Minden-Lübbecke.

## Partei
Horstmeier trat in die CDU ein, schloss sich der Jungen Union an und wurde 1964 in den Landesvorstand der JU Westfalen gewählt. Ab 1966 war er Vorsitzender des Bezirksagrarausschusses der CDU Ostwestfalen-Lippe.

## Abgeordneter
Horstmeier gehörte dem Deutschen Bundestag von 1965 bis 1983 sowie vom 3. Dezember 1986, als er für den verstorbenen Abgeordneten Peter Milz nachrückte, bis 1987 an. Er zog stets über die Landesliste Nordrhein-Westfalen ins Parlament ein. Von 1984 bis 1989 war er Ratsmitglied der Stadt Lübbecke.